# Lower-Jhelum-Staustufe
Die Lower-Jhelum-Staustufe befindet sich am Fluss Jhelam im indischen Unionsterritorium Jammu und Kashmir.
Das Wasserkraftprojekt wurde 1978/1979 fertiggestellt. Es erstreckt sich über den oberen Teil des Durchbruchtals des Jhelam im Pir Panjal.

## Staustufe
Die Lower-Jhelum-Staustufe befindet sich 10 km unterhalb der Stadt Baramulla am Jhelam. Sie besitzt eine Kronenlänge von 113 m.
Am rechten Ufer wird der Großteil des Flusswassers einem 8,738 km langen Kraftwerkskanal zugeleitet, der größtenteils oberirdisch, aber auch abschnittsweise unterirdisch, parallel zum Flusslauf des Jhelam verläuft. Die maximale Durchflussmenge des Kraftwerkskanals liegt bei 218 m³/s.
Unterhalb des Wasserkraftwerks strömt das Wasser zurück in den Fluss. Die Uri-I-Talsperre liegt lediglich 1,3 km flussabwärts.

## Wasserkraftwerk
Das Wasserkraftwerk (⊙) besitzt drei Francis-Turbinen zu je 35 MW. Die tatsächliche maximale Stromerzeugung liegt bei 90 MW.
Die Fallhöhe beträgt 62 m.
Aufgrund der geringen Speicherkapazität fungiert das Kraftwerk als Laufwasserkraftwerk.
Die durchschnittliche Jahresleistung liegt bei 533 Mio. kWh.